# Eugenia Viñes i Cases
Eugenia Viñes i Cases, va ser la promotora de l'Asil de La nostra Senyora del Carme, que es va construir a la vora del mar Mediterrani, en el límit entre les platges del Cabanyal i de la Malvarrosa.
Eugenia Viñes era filla de Vicente Viñes Roig, persona molt vinculada a la història del Cabanyal, que, al costat de Simón Cases (el seu futur sogre i avi d'Eugenia), Francisco García Tormos (fundador dels «Parrantes»), Ramón Palau Belenguer (fundador del Teatre Les Delícies), els «bueyeros» Juan Bautista Serra Cano i Vicente Serra Cubells i el secretari Peregrín Cerveró Domingo (alcalde del Poble Nou de la Mar) va formar una societat anomenada La Protectora, abans de la constitució de les societats de pesca i auxili mutu Marina Auxiliante i Progrés Pescador. Vicente Viñes era propietari d'un bestiar de bous i a més ajudava econòmicament, a través del préstec de diners (pràcticament sense interessos), als nous patrons per adquirir les seves «parelles» (dues barques) de bou i els bous els havien de llogar-li a ell. El 1866 de la fusió de les societats la Marina (de Juan Bautista Isaac i Félix Lacomba) i La Protectora (de Viñes), sorgeix la societat nova societat anomenada la Marina Auxiliante.
La fortuna pecuniar que va heretar del seu pare provenien del tràfic d'esclaus entre 1845 i 1866. En va parlar amb el seu confessor Luis Navarro que li hauria aconsellat «purificar»-lo amb la creació de l'asil, explotat per les germanes de la Congregació Hospitalària del Sagrat Cor de Jesús, branca femenina de l'Orde de Sant Joan de Déu.
Les obres de la construcció de l'asil (per tractar nenes amb deficiències físiques, raquítiques, escrofulosas i òrfenes pobres, encara que amb el temps ha anat canviant d'activitat, en adaptar-se a les necessitats de cada moment, edificat sobre un terreny de propietat d'Eugenia Viñes, cedit per a tal propòsit; que van ser un gran esdeveniment per a la ciutat de València, es van iniciar el 31 d'agost del 1916 i es van acabar el 16 de juliol del 1919, dia en què va ser inaugurat el conegut com a Asil de La nostra Senyora del Carmen.
Va morir el 10 de desembre del 1923, considerada aleshores una persona de gran caritat.
Actualment a la ciutat de València, a més d'un carrer dedicat al seu nom existeix una estació de tramvia, de les línies 4 i 6 de l'empresa Metrovalència que també porta el seu nom que es va inaugurar el 21 de maig del 1994.